# Vasco Lourenço da Cunha
Vasco Lourenço da Cunha (1210 -?) foi um nobre do Reino de Portugal e o 2.º senhor do morgado de Tábua.

## Relações familiares
Foi filho de Lourenço Fernandes da Cunha (1180 -?) e de Sancha Lourenço Macieira filha de Lourenço Gomes de Maceira. Casou com D. Teresa Pires Portel (c. 1210 – 1291) filha de D. Pedro Pires de Portel ou D. Pedro Pires de Portel ou ainda D. Pedro Pires de Portugal e de D. Froile Rodrigues de Pereira, de quem teve:
1. Estevão Vasques da Cunha, 3.º senhor do Morgado de Tábua;
2. Martim Vasques da Cunha (1235 -?)[3]., 4.º senhor do Morgado de Tábua casado com Joana Rodrigues de Nomães;
3. Inês Vasques da Cunha (1240 -?) casou com Afonso Mendes de Melo, 2.º senhor de Melo;
4. Sancha Vasques da Cunha casou com Fernando Gonçalves Coronel;
5. Teresa Vasques da Cunha, que foi freira no Mosteiro de Arouca.